# Sovrani del Powys
Lista dei re e dei principi del regno gallese del Powys (in Inghilterra).

## Lista
- Cadeyrn circa 404 - 447
- Cadell Ddyrnllwg circa 460
- Rhyddfedd Frych circa 480
- Cyngen Glodrydd circa 500
- Pasgen ap Cyngen circa 530
- Morgan ap Pasgen circa 540
- Brochwel Ysgithrog ca. 550
- Cynan Garwyn ? –ca. 610
- Selyf ap Cynan ca. 610 –ca. 613
- Eiludd Powys ca. 613-ca. 643
- Manwgan ap Selyf ca. 643 – ?
- Beli ap Eiludd circa 655
- Gwylog ap Beli ca. 695 – 725
- Elisedd ap Gwylog 725 –ca. 755
- Brochfael ap Elisedd ca. 755 – 773
- Cadell Powys 773 – 808
- Cyngen ap Cadell 808 – 854
- Rhodri Mawr ap Merfyn 855 – 878
- Merfyn ap Rhodri 878 – 900
- Llywelyn ap Merfyn, ultimo sovrano della vecchia casata del Powys 900 – 942
- Hywel Dda n. 909, regnò 942 – 950
- Owain ap Hywel 950 – 986
- Maredudd ab Owain 986 – 999
- Llywelyn ap Seisyll 999 – 1023
- Rhydderch ab Iestyn 1023 – 1033
- Iago ab Idwal 1033 – 1039
- Gruffydd ap Llywelyn 1039 – 1063
- Bleddyn ap Cynfyn 1063 – 1075
- Iorwerth ap Bleddyn 1075 - 1103
- Cadwgan ap Bleddyn 1075 - 1111
- Owain ap Cadwgan 1111 - 1116
- Maredudd ap Bleddyn 1116 – 1132
- Madog ap Maredudd 1132 – 1160